# The Church Within Records
The Church Within Records ist ein 2006 von Oliver Richling gegründetes deutsches Plattenlabel, welches hauptsächlich Bands aus dem Doom Metal unter Vertrag nimmt. Ansässig ist das Label in Lohne in Niedersachsen. Der Name entlehnt sich einem Albumtitel der Doom-Metal-Band The Obsessed.

## Geschichte
Der seit den 1990er Jahren in der Doom-Metal-Szene als Fanzine-Schreiber und Fotograf aktive Richling betrieb vor der Gründung des Labels einen Versandhandel für Doom- und Metal-Tonträger. In dieser Zeit wurde er als Händler von Musikgruppen als potentieller Labelbetreiber kontaktiert, woraufhin er 2006 The Church Within Records gründete. Als erste Veröffentlichung erschien die 7"-Single Pluperfect von Against Nature, einem Nebenprojekt der Band Revelation.
Mit Veröffentlichungen von Gruppen wie Orchid, Lord Vicar, Beelzefuzz, Saint Vitus, Revelation, Unorthodox und Mannhai erlangte das Label in den nachfolgenden Jahren eine Reputation als eine Firma deren Name „Synonym für Qualität“ im Genre stünde.

## Künstler (Auswahl)
- Beelzefuzz
- Lord of the Grave
- Lord Vicar
- Mannhai
- Mirror of Deception
- Naked Star
- Orchid
- Purple Hill Witch
- Revelation
- Saint Vitus
- Serpent Venom
- Thronehammer